# Николаишвили, Рамаз
Рамаз Николаишвили (груз. რამაზ ნიკოლაიშვილი) (род. 17 июня 1965, Тбилиси) ― грузинский политик, министр регионального развития и инфраструктуры Грузии (2010―2012).

## Биография
Рамаз Николаишвили родился 17 июня 1965 года в Тбилиси, Грузинская ССР. 
С 1983 по 1990 год учился в Грузинском государственном политехническом институте имени В. И. Ленина, получив диплом инженера-строителя. Позже окончил Тбилисский государственный университет со степенью магистра в области финансов и кредита, экономики и права в 1997 и 2003 годах соответственно. 
В 1994-2000 годах работал на руководящих должностях в Оперативном управлении налоговой инспекции Грузии. В 2000-2003 годах был заместителем начальника отдела особого назначения Особого легиона. С 2003 по 2004 год Николаишвили работал заместителем начальника Информационно-аналитического управления финансовой полиции Министерства финансов Грузии. В 2004–2005 годах ― руководитель Статистической и информационной службы. В 2005–2007 годах работал начальником Главного управления следственного управления финансовой полиции, в 2007–2008 годах ― начальником Главного управления следственного управления налоговой службы.

## Политическая карьера
В 2008 году Николаишвили недолго занимал пост губернатора Ланчхутинского, Озургетского, Чохатаурского районов, а затем ― заместителя министра обороны Грузии. С 2008 по 2010 год он был председателем дорожного департамента. [3] 30 июня 2010 года он был назначен министром регионального развития и инфраструктуры Грузии. Подал в отставку 31 августа 2012 года, чтобы баллотироваться на парламентских выборах 1 октября 2012 года.

## Награды
Николаишвили является обладателем нескольких званий и наград, в том числе «Инженер года» (присуждена 20 мая 2010 года Союзной научно-технической ассоциацией Грузии) за успехи в реализации проектов дорожного строительства в 2009 году. Награжден Президентским Орденом «Сияния» (24 мая 2010 год), Орденом Чести (4 декабря 2009 год), Медалью Чести (17 сентября 2007 год), Орденом Победы имени Святого Георгия (2012 год), Орденом Вахтанга Горгасала 1 степени.